# بيل مونتجومري
بيل مونتجومري (4 مارس 1878 في المملكة المتحدة - 14 نوفمبر 1952 في المملكة المتحدة) (بالإنجليزية: Bill Montgomery)‏ هو لاعب كريكت بريطاني وبريطاني (وحمل سابقاً جنسية المملكة المتحدة لبريطانيا العظمى وأيرلندا). لعب مع نادي مقاطعة سري للكريكت ‏ ونادي مقاطعة سومرست للكريكت ‏.